# Satyrus iranicus
Satyrus iranicus is een vlinder uit de onderfamilie Satyrinae van de familie Nymphalidae. De wetenschappelijke naam van de soort is voor het eerst geldig gepubliceerd in 1939 door Leo Schwingenschuss.

## Ondersoorten
- Satyrus iranicus iranicus
- Satyrus iranicus kyros Gross & Ebert, 1975